# IJslands Symfonieorkest
Sinfóníuhljómsveit Íslands, het IJslands Symfonieorkest, internationaal opererend onder de naam Iceland Symphony Orchestra (ISO) en gevestigd in Reykjavik, is het enige professionele symfonieorkest van IJsland. Het wordt gefinancierd door de rijksoverheid (56%), de publieke omroep Ríkisútvarpið (25%) en de gemeenten Reykjavíkurborg (18%) en Seltjarnarnesbær (1%).

## Geschiedenis
In de nasleep van de onafhankelijkheid van IJsland aan het begin van de 20e eeuw werd ook de behoefte gevoeld aan een eigen omroep en muziekopleiding. In 1930 werden beide gerealiseerd. De muziekopleiding vindt plaats aan de afdeling Muziek van de Universiteit van IJsland in Reykjavik. Al snel zag men ook de noodzaak in van een symfonieorkest, dat die musici aan het werk hield en het land kon bedienen met klassieke muziek. Op initiatief van de componisten Páll Ísólfsson en Jón Þórarinsson werd op 9 maart 1950 Sinfóníuhljómsveitin (Het Symfonieorkest) opgericht als opvolger van Hljómsveit Reykjavíkur (Reykjavik Stedelijk Orkest) dat sinds 1925 bestond en slechts vijftien vaste musici telde. In 1956 werd de naam uitgebreid tot Sinfóníuhljómsveit Íslands (IJslands Symfonieorkest).
Naast ongeveer 60 jaarlijkse uitvoeringen in IJsland gaat men ook op tournee naar bijvoorbeeld de Faeröer, Scandinavië, Europa, Noord-Amerika en Groenland. Hoewel het gaat om een orkest met een afgelegen thuisbasis en een relatief beperkte publieke achterban - heel IJsland heeft ongeveer 325.000 inwoners - weet men toch gerenommeerde musici en dirigenten aan te trekken. De violist Yehudi Menuhin en de pianisten Vladimir Ashkenazy en Daniel Barenboim zijn als solist met het orkest opgetreden.
Het ISO geeft ook regelmatig concerten met pop-rockmuzikanten, onder wie Todmobile (2003, resulterend in het album Sinfónía), Páll Óskar Hjálmtýsson (2010 en 2011), de heavy metalgroep Skálmöld (2013), Ólafur Arnalds (2013), Eivør Pálsdóttir (2015), Emilíana Torrini (2016) en Ásgeir Trausti (2023).

## Dirigenten en artistieke leiding

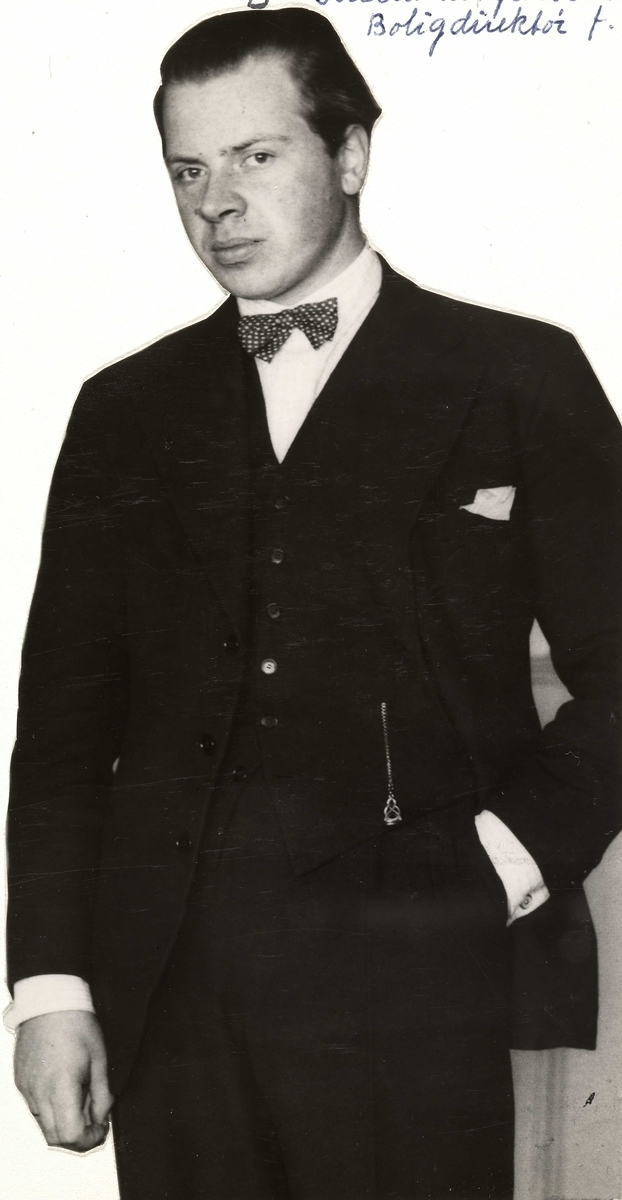
De eerste chef-dirigent Olav Kielland

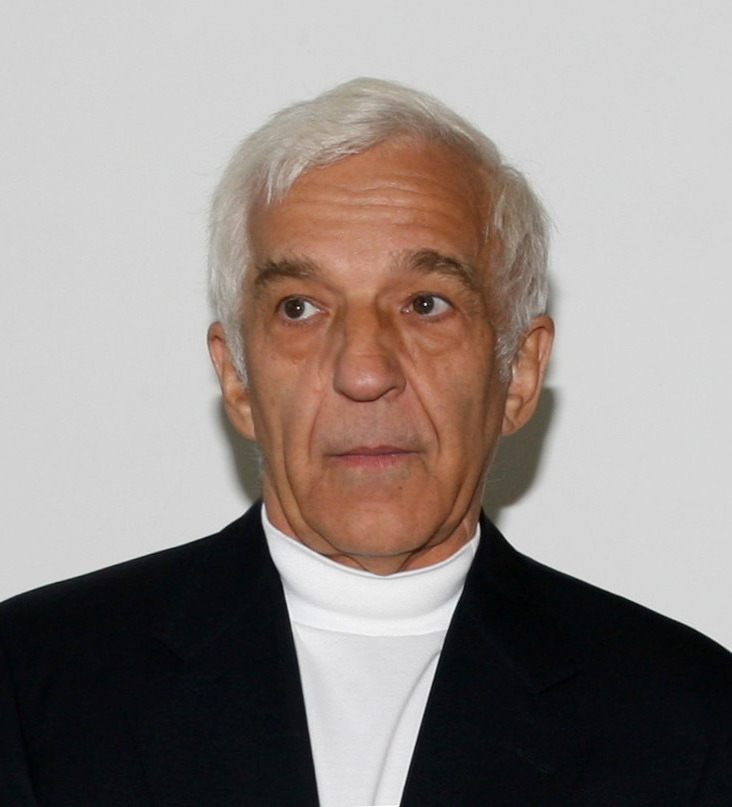
Eredirigent Vladimir Ashkenazy

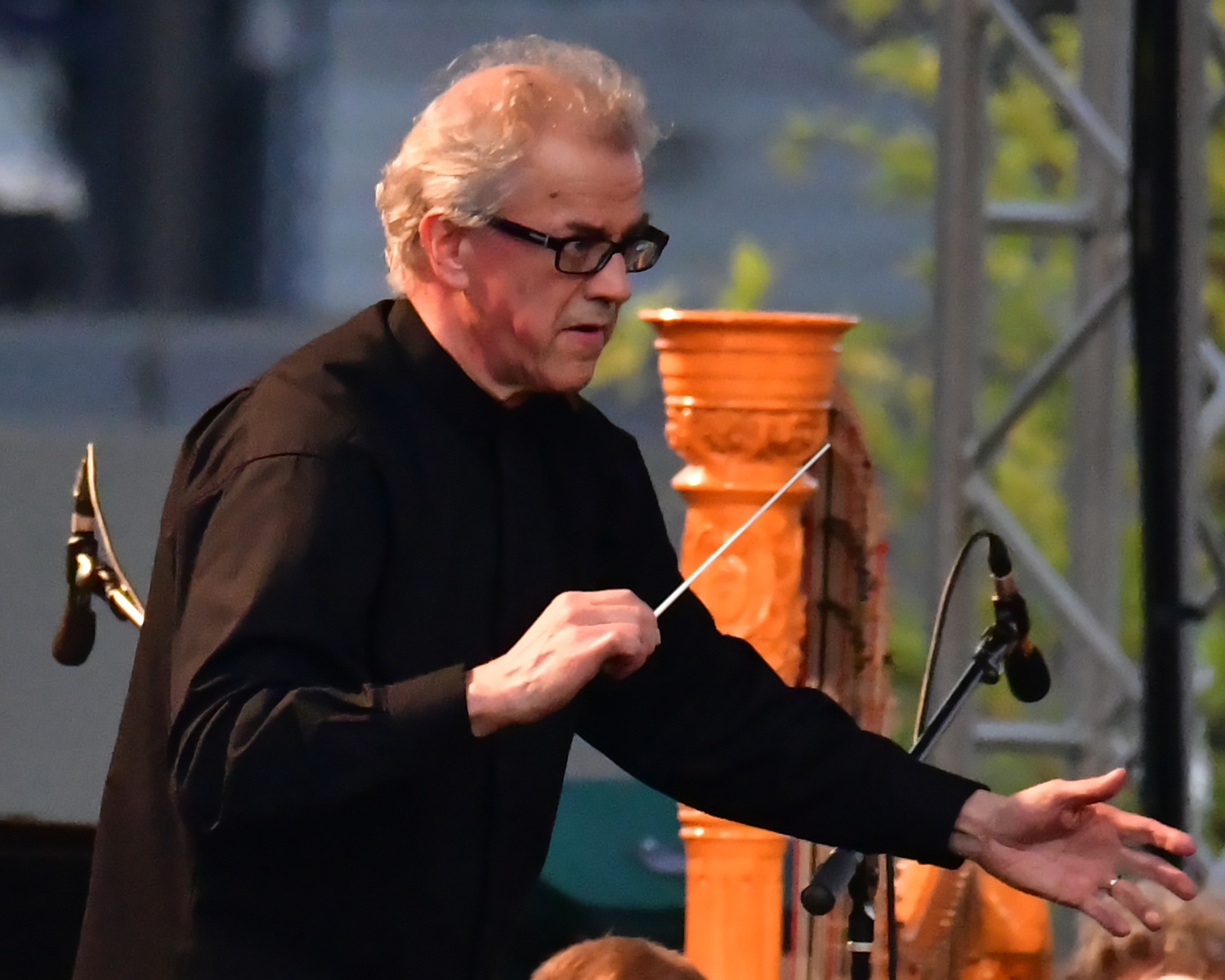
Eredirigent Osmo Vänskä

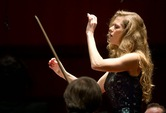
Barbara Hannigan, toekomstig chef-dirigent m.i.v. 2026

De eerste chef-dirigent was van 1952 tot 1955 Olav Kielland. Daarna brak een tienjarige periode aan zonder vaste dirigent. Vanaf 1965 waren de chef-dirigenten achtereenvolgens Bohdan Wodiczko (1965-1973), Karsten Andersen (1973-1980), Jean-Pierre Jacquillat (1980-1986), Petri Sakari (1988-1993), Osmo Vänskä (1993-1996), opnieuw Petri Sakari (1996-1998), Rico Saccani (1998-2002), Rumon Gamba (2002-2010) en Ilan Volkov (2011-2014). De laatstgenoemde dirigeerde het IJslands Symfonieorkest toen het in augustus 2014 debuteerde bij de Proms in de Royal Albert Hall in Londen. Van 2016 tot juni 2019 was Yan Pascal Tortelier chef-dirigent van het ISO.
Tot chef-dirigent met ingang van het seizoen 2020-2021 is benoemd de Finse Eva Ollikainen met een contract tot ten minste 2024. Assistent-dirigent met de titel "Conductor in residence" is in het seizoen 2023-2024 de Brits-Finse dirigent Ross Jamie Collins. De positie van composer in residence is in handen van Anna Þorvaldsdóttir, orkestdirecteur is Lára Sóley Jóhannsdóttir.
Daarnaast is er een jarenlange relatie met diverse internationaal bekende gastdirigenten. De Finse dirigent Osmo Vänskä keerde van 2014 tot 2020 terug als vaste gastdirigent. Hij werd in 2017 ook eredirigent, naast Vladimir Ashkenazy, die deze titel al heeft sinds 2002. Ashkenazy, die naast de Russische de IJslandse nationaliteit heeft, trad in de jaren 1971-1978 vaak op met het orkest, als pianosolist en als dirigent. Nadat hij kritiek had geuit was de verstandhouding jarenlang vertroebeld, maar het conflict werd in 2001 bijgelegd. Sindsdien kwam de inmiddels in Zwitserland wonende Ashkenazy ieder jaar terug totdat hij zich begin 2020 terugtrok uit de concertpraktjk. Ook de Russische dirigent Gennadi Rozjdestvenski, die in 2018 overleed, stond jaarlijks voor het orkest.
Tot de meer recente vaste gasten behoort Barbara Hannigan. Zij stond in het voorjaar van 2022 voor het eerst voor het orkest en keerde terug in 2023 en 2024, waarbij ze zowel zangsolist was als dirigeerde. In mei 2024 werd haar benoeming bekendgemaakt tot chef-dirigent en artistiek leider met een initieel contract voor drie seizoenen, te beginnen in 2026.

## Harpa
Bij de oprichting in 1950 had het orkest geen eigen concertzaal. Er werd gespeeld in Þjóðleikhúsið, het toen nieuwe Nationale Theater in Reykjavik, waar de mogelijkheden voor een symfonieorkest beperkt waren. In 1961 stapte men over naar de Háskólabíó, een tot de Universiteit van IJsland (Háskóli Íslands) behorend bioscoopcomplex buiten het centrum van Reykjavik. Het orkest kreeg daar meer ruimte en voorzieningen, maar dirigenten, musici en publiek hadden veel bezwaren tegen de armzalige akoestiek. Omdat er een groeiende behoefte ontstond aan een "echte" concertzaal, werd in 2006 begonnen met de bouw van het nieuwe zalencomplex Harpa in het centrum bij de oude haven. Het ontwerp is van de Deense architect Henning Larsen in samenwerking met Olafur Eliasson. Door de kredietcrisis die IJsland in 2007-2008 extra hevig trof werd de bouw stilgelegd, maar uiteindelijk werd besloten het gebouw toch te voltooien. Sinds 2011 is Harpa's grote concertzaal Eldborg met 1800 zitplaatsen de thuisbasis van het orkest. Bij het openingsconcert op 4 mei 2011 dirigeerde Vladimir Ashkenazy het ISO in de Negende symfonie van Beethoven. Hij was als adviseur nauw betrokken bij het ontwerp en de bouw van de zaal.

## Opnamen
Sinfóníuhljómsveit Íslands heeft opnamen gemaakt voor de cd-labels BIS, Chandos en Naxos. Het orkest is gespecialiseerd in IJslandse klassieke muziek van in de eerste plaats Jón Leifs en verder van componisten als Haukur Tómasson (met fluitiste Sharon Bezaly), Leifur Þórarinsson, Gunnar Þórðarson en Friðrik Erlingsson. Het bracht daarnaast opnamen uit van onder meer de onvoltooide opera Mona Vanna (met bariton Sherrill Milnes) van Sergej Rachmaninov en diens Pianoconcert nr. 4, de beide symfonieën van Vasili Kalinnikov, alle symfonieën van Jean Sibelius en Leevi Madetoja, werken van Hugo Alfvén, Uuno Klami, Nikolaos Skalkottas en Malcolm Williamson en de complete orkestmuziek van Vincent d'Indy, die door de internationale muziekpers goed werden ontvangen. Het eerste deel van laatstgenoemde serie van zes cd's onder leiding van Rumon Gamba werd genomineerd voor een Grammy Award voor 'Best Orchestral Performance'. Andere opnamen van Frans repertoire zijn de symfonieën van Charles Gounod onder Yan Pascal Tortelier.